# Pontán
En la mitología de Oceanía, Pontán es el nombre de un dios de los antiguos chamorros, que según sus creencias vivió muchos años en los espacios imaginarios antes de la creación, y a su muerte encargo a sus hermanos que hiciesen de su pecho y hombros el cielo y la tierra, de sus ojos el sol y la luna y de sus cejas el arcoíris 